# Doğa Bekleriz
Doğa Bekleriz (* 28. November 1976 in Istanbul) ist eine türkische Schauspielerin und Model.

## Leben und Karriere
Bekleriz wurde am 28. November 1976 in Istanbul geboren. Ihr Debüt gab sie 1998 in der Fernsehserie Aynalı Tahir. Außerdem war sie in verschiedenen Fernsehserien zu sehen, darunter, 90-60-90, Kızma Birader, İki Arada und Koçum Benim. Zudem trat sie 2007 in dem Film Amerikalılar Karadeniz'de auf.
Neben der Schauspielerei war sie auch als Model aktiv. Seit 2016 ist sie mit dem Geschäftsmann Yusuf Berat Komşu verheiratet. Im selben Jahr bekam das Paar einen Sohn.

## Filmografie
- 1998: Aynalı Tahir
- 2001: 90-60-90
- 2002: İki Arada
- 2003: Koçum Benim
- 2005: Kızma Birader
- 2007: Amerikalılar Karadeniz'de 2